# (100934) Marthanussbaum
(100934) Marthanussbaum es un asteroide perteneciente al cinturón de asteroides, región del sistema solar que se encuentra entre las órbitas de Marte y Júpiter, más concretamente a la familia de Golitsyn, descubierto el 28 de junio de 1998 por Eric Walter Elst desde el Observatorio de La Silla, Chile.

## Designación y nombre
Designado provisionalmente como 1998 MN41. Fue nombrado Marthanussbaum en homenaje a Martha Nussbaum, filósofa estadounidense en la Universidad de Chicago. Se hizo conocida por sus numerosos libros de filosofía, en particular por su libro The Fragility of Goodness: Luck and Ethics in Greek Tragedy and Philosophy.

## Características orbitales
Marthanussbaum está situado a una distancia media del Sol de 2,394 ua, pudiendo alejarse hasta 2,793 ua y acercarse hasta 1,994 ua. Su excentricidad es 0,166 y la inclinación orbital 3,506 grados. Emplea 1353,08 días en completar una órbita alrededor del Sol.

## Características físicas
La magnitud absoluta de Marthanussbaum es 16,3. 